# Jasejem
Jasejem, posible faraón de la dinastía II del período arcaico de Egipto, c. 2734-2727 a. C.
Su nombre de Horus se encontró grabado en un fragmento de estela, que se custodia en el Museo Egipcio de El Cairo.

## Titulatura
| Titulatura | Jeroglífico | Transliteración (transcripción) - traducción - (referencias) |

| G5 |

| G5 |

| N28 | S42 |

| N28 | S42 |

| N28 | S42 |

| N28 | S42 |

| G5 |

| G5 |

| N28 | S42 |

| N28 | S42 |

| N28 | S42 |

| N28 | S42 |

## Otras hipótesis
Muchos estudiosos creen que Jasejem, al reunificar el país, cambió su nombre por el de Jasejemuy. Por la semejanza del nombre ven en Jasejemuy una titulatura diferente, adoptada después de la reconciliación nacional, que estuvo en precario por la rebelión del sur.